# 越中島公園
越中島公園（えっちゅうじまこうえん）は、東京都江東区越中島一丁目にある隅田川の派川沿いの区立公園である。1971年4月1日開園。

## 概要
水辺に沿って北は大島川水門、南は清澄通り（相生橋のたもと）まで伸びる、南北に細長い公園。ベンチが多数あり園内は夜間でもかなり明るく、デートスポットとして利用されている。主に永代橋、中央大橋、大川端リバーシティ21や場所によっては東京タワーなどの夜景、さらに運河を流れる屋形船などを見ることができる。
アクセスが良くないためか、都心に近い割には利用客が少なく、静かに過ごせる公園なので、ジョギングや散歩を楽しむ人が多い（下記参照）。また桜が植樹され春には花が楽しめる。

## 施設
公園内は大きく3段に分かれ、最下段にも段差があることから厳密には4段である。上から3段はともにスロープでつながったバリアフリーで、足腰の不自由な人や、車椅子・自転車に乗りながらでも移動できる。
上段はメインストリートで、子どもの自転車教習のための小型信号機や車線のほか、簡易な砂場や幼児と小学校低学年の子どもが水遊びできるじゃぶじゃぶ池などがある。
中段はベンチと草花に囲まれた静かな通りだが、幅がやや狭く利用する人は少ない。
下段は前述したとおり実質さらに2段に分かれている。船舶が運河を通って立てた波が公園岸に伝わった時や、満潮時や大雨後などには最下段に運河の水が浸水し、水に触れることはできても水質は良くない。また、水上バス「東京水辺ライン」の発着場がある。さらに進入禁止ではあるが親水テラスがある。
園内のスポーツ施設は無料で利用でき、夏季はプールとじゃぶじゃぶ池、7月中旬から9月初旬を除く時期に自転車を貸し出している。
なお、公園北側は水門付近で行き止まりで、いまいち北側の公園出入り口が分かりにくいが、上段から、大島川水門横にあるヤマタネ通用橋に併設してある公園出入専用歩道橋と繋がっており、そこを渡ると公園の出入りが可能。
通年入園自由、無料。バリアフリー。男女別型トイレ・ベンチあり。専用駐車場・飲料自動販売機なし。釣り可。

## ギャラリー

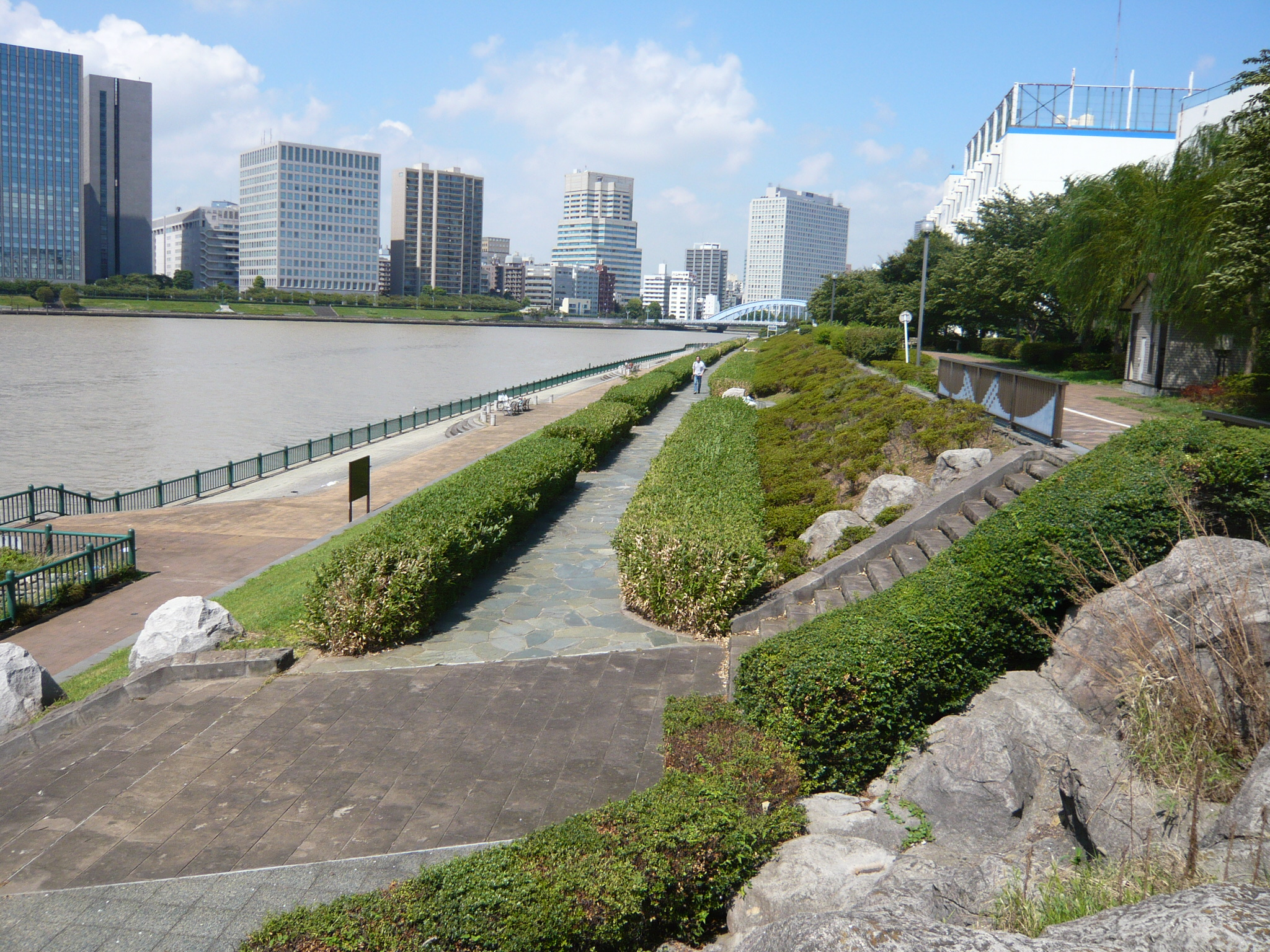
3段に分かれた園内
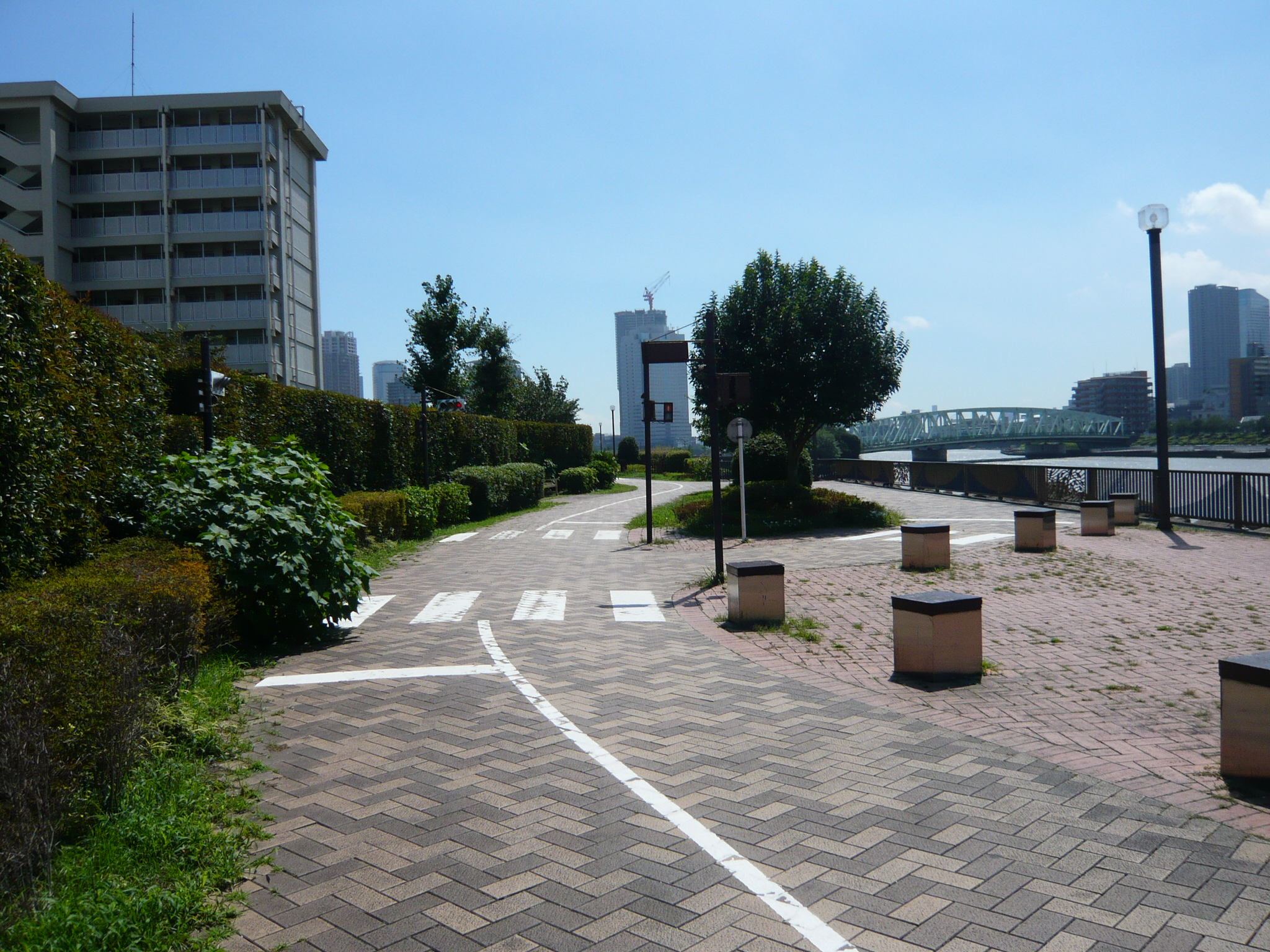
上段の小型信号機
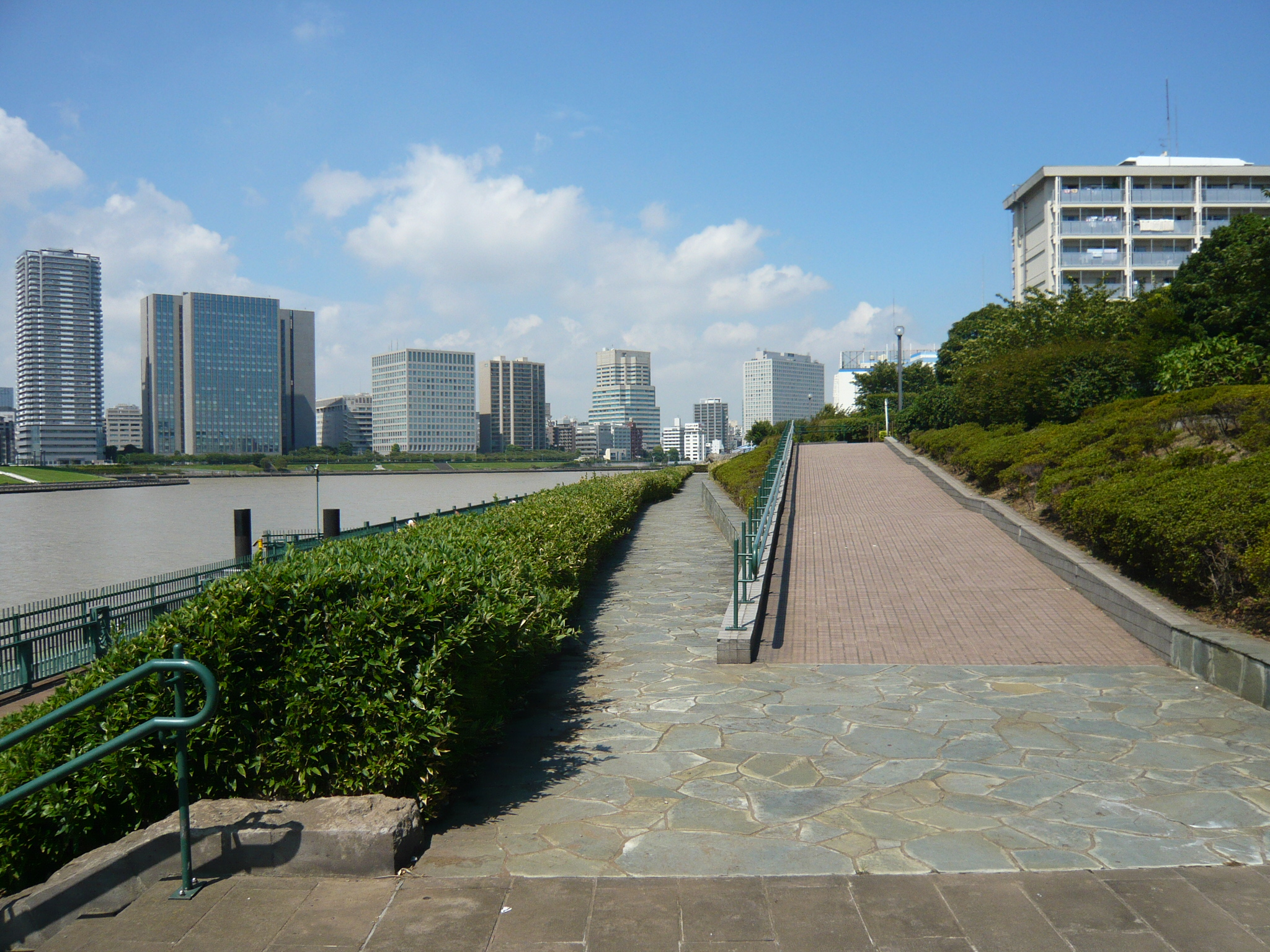
中段（左の通路）
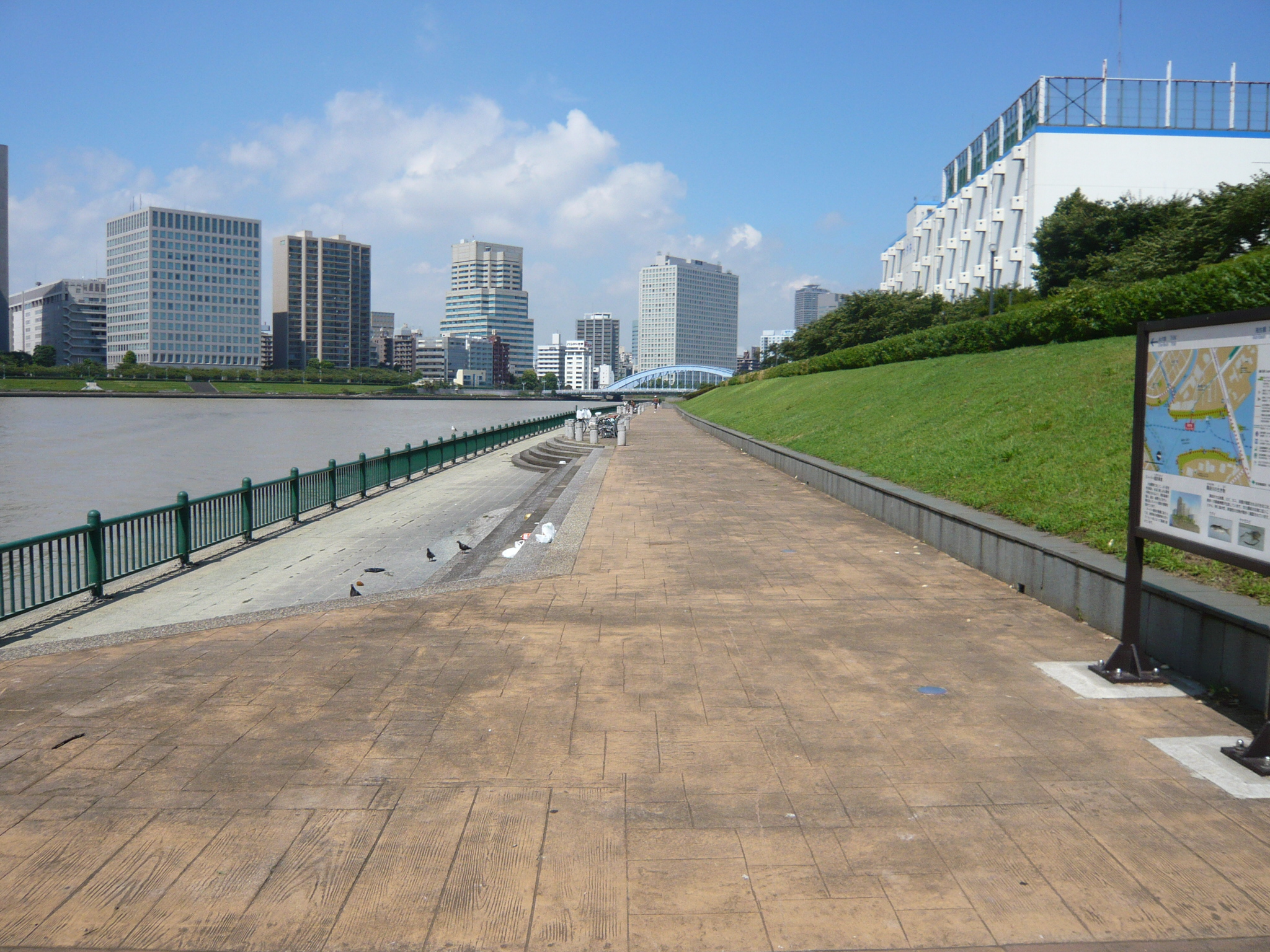
下段は2段に分かれる
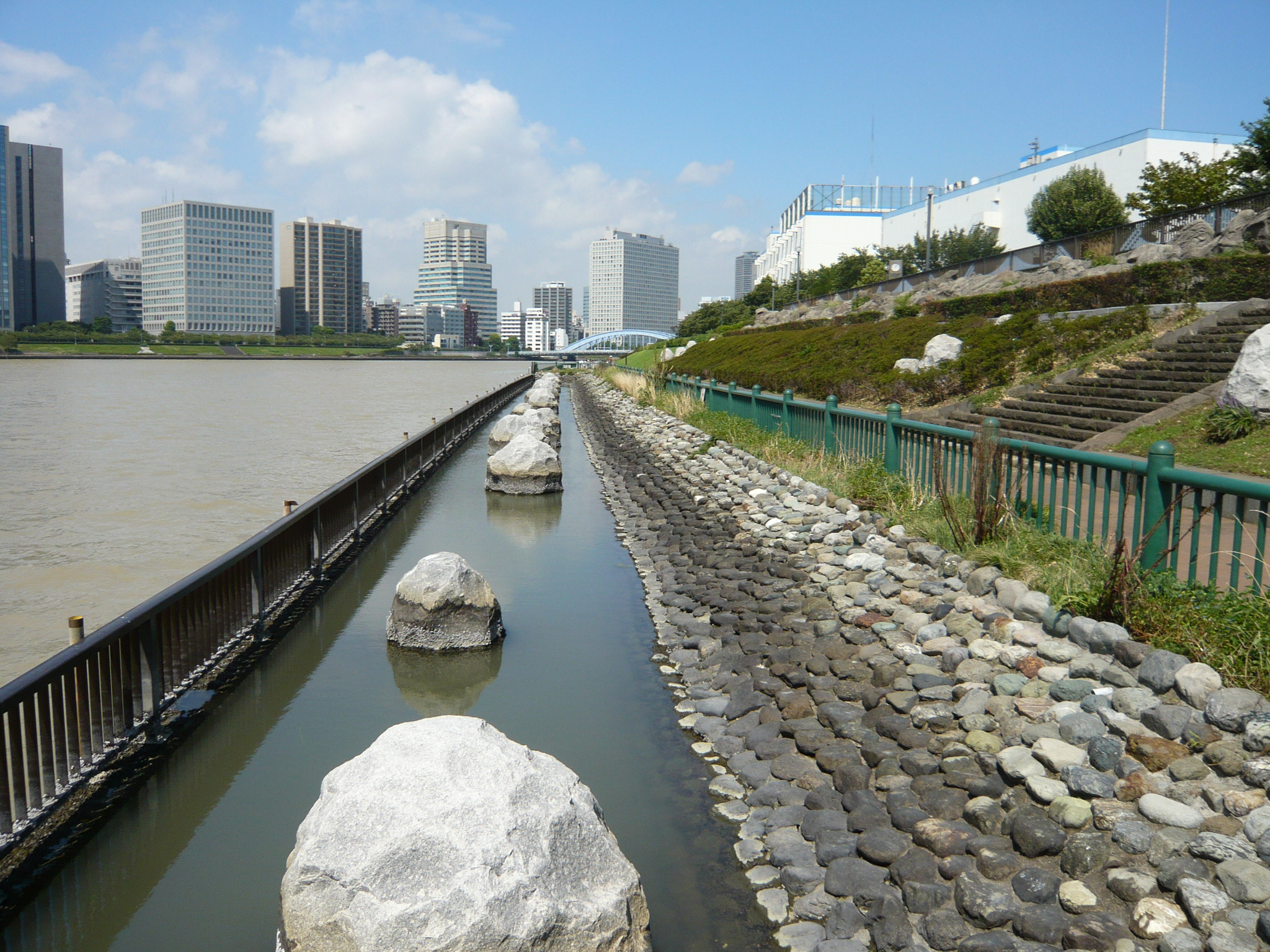
波打ち際
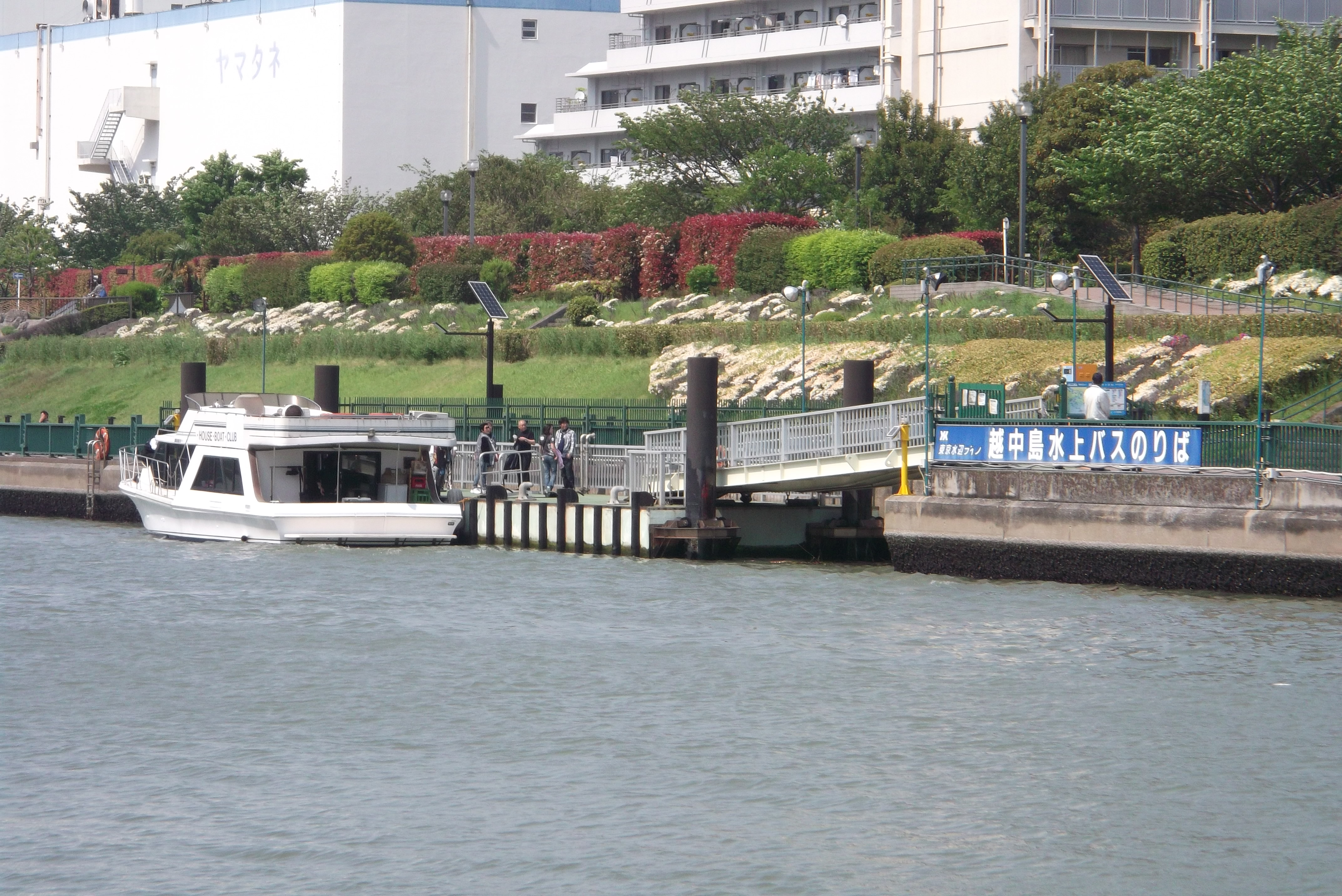
越中島水上バス乗り場

### 散歩・ジョギングコース
信号がない、車が少ない、夜でも明るい、景色が良い、通路が整備されているなどの点から、下記のコースは犬の散歩・ウォーキング・ジョギングなどの定番コースである。徒歩では1周40分程度。
- 越中島公園⇔相生橋⇔石川島公園⇔中央大橋⇔新川公園⇔永代橋⇔永代公園⇔越中島公園

## アクセス
- 京葉線（JR東日本）越中島駅から徒歩3分。
- 都バス海01系統、門33系統、門19系統「越中島」下車、徒歩3分。
- 都営地下鉄大江戸線・東京メトロ東西線 門前仲町駅4出口から徒歩12分。
- 都営地下鉄大江戸線・東京メトロ有楽町線 月島駅4出口から徒歩12分。

## 周辺施設
- 相生橋
- 石川島公園
- 永代公園
- 江東区立中の島公園
- 新川公園
- 中央大橋
- 東京海洋大学
- 深川スポーツセンター
- ヤマタネ